# Triéthylaluminium
Le triéthylaluminium, ou TEA, est un composé chimique de formule (C2H5)6Al2, souvent écrite Et6Al2, où Et représente un groupe éthyle. Il s'agit d'un composé organométallique liquide, incolore, volatil, corrosif et très pyrophorique, qui s'enflamme immédiatement au contact de l'air. Il est généralement distribué dans des conteneurs en acier inoxydable sous forme pure ou en solution dans des hydrocarbures tels que l'hexane, l'heptane ou le toluène. Il est utilisé essentiellement comme co-catalyseur dans la production industrielle de polyéthylène, polypropylène et pour la production d'alcools gras à chaîne moyenne.

## Structure
La molécule est un dimère formé de deux unités (C2H5)3Al. Deux groupes éthyle sont des ligands pontants entre deux atomes d'aluminium tandis que quatre autres groupes éthyle s'organisent en ligands terminaux. Les deux atomes de carbone pontants sont pentacoordonnés. La liaison évoque celle du diborane, à trois centres et deux électrons. Le dimère se désagrège en monomères à températures élevées.

Monomère de triéthylaluminium

## Synthèse et réactions
Le triéthylaluminium peut être obtenu de plusieurs manières. La découverte d'une voie de synthèse efficace a eu un impact technologique important. Elle peut être résumée ainsi :
2 Al + 3 H2 + 6 C2H4 ⟶ Et6Al2.
L'existence de ce procédé efficace explique que le triéthylaluminium soit le plus courant des composés organométalliques d'aluminium.
Le triéthylaluminium peut également être produit à partir de sesquichlorure d'éthylaluminium (C2H5)3Al2Cl3, lui-même obtenu en traitant de la poudre d'aluminium au chloroéthane C2H5Cl. La réduction du sesquichlorure d'éthylaluminium par un métal alcalin comme le sodium donne du triéthylaluminium :
3 (C2H5)3Al2Cl3 + 9 Na ⟶ 2 Et6Al2 + 2 Al + 9 NaCl.
Les liaisons Al–C sont suffisamment polarisées pour que les atomes de carbone soient facilement protonés en libérant de l'éthane C2H6 :
Et6Al2 + 6 HX ⟶ 2 AlX3 + 6 EtH.
Même des acides faibles comme l'acétylène et les alcools.
La liaison entre les atomes d'aluminium est assez faible et peut être rompue par une base de Lewis L pour donner des adduits de formule AlEt3L :
Et6Al2 + 2 L ⟶ 2 LAlEt3.

## Applications

### Précurseur d'alcools gras
Le triéthylaluminium est utilisé industriellement comme intermédiaire dans la production d'alcools gras, eux-mêmes utilisés pour produire des détergents. La première étape fait intervenir une oligomérisation de l'éthylène C2H4 par une réaction d'Aufbau qui donne un mélange de composés de trialkylaluminium, représentés ci-dessous par C8H17 pour simplifier :
(C2H5)6Al2 + 18 C2H4 ⟶ (C8H17)6Al2.
Par la suite, ces composés trialkyle sont oxydés en alcoolates d'aluminium, qui sont ensuite hydrolysés :
(C8H17)6Al2 + 3 O2 ⟶ (C8H17O)6Al2 ;
(C8H17O)6Al2 + 6 H2O ⟶ 6 C8H17OH + 2 Al(OH)3.

### Co-catalyseur dans la polymérisation des alcènes
Le triéthylaluminium et les alkylaluminium apparentés sont largement utilisés comme catalyseurs Ziegler-Natta. Ils interviennent pour activer le métal de transition du catalyseur à la fois en tant que réducteur comme agent alkylant. Ils permettent également d'éliminer l'eau et l'oxygène.

### Réactif en chimie organique et organométallique
Le triéthylaluminium est également précurseur d'un petit nombre d'autres composés organométalliques d'aluminium, comme le cyanure de diéthylaluminium ((C2H5)2AlCN)n :
n Et6Al2 + 2n HCN ⟶ 2 [Et2AlCN]n + 2n C2H6.

### Agent pyrophorique

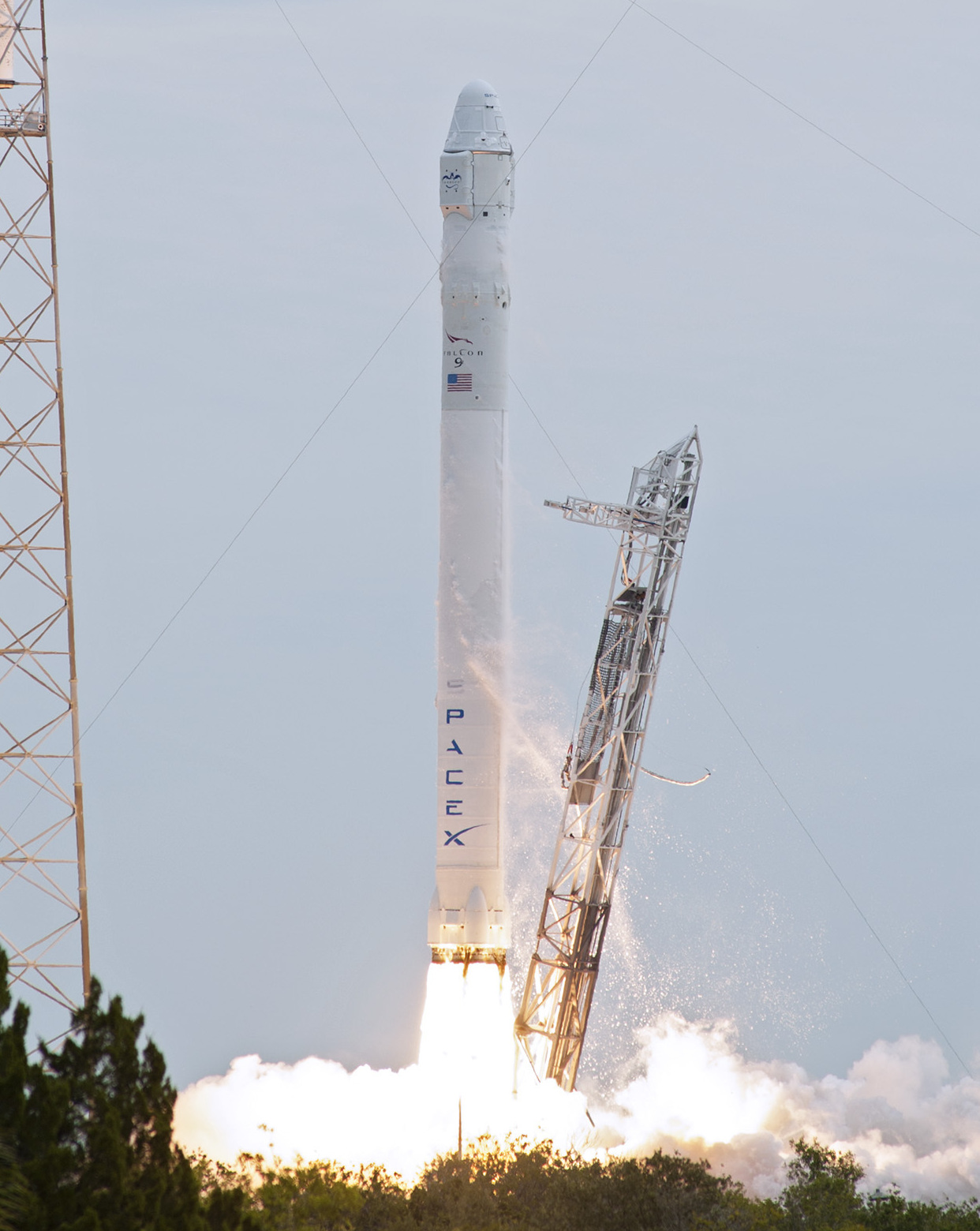
Lancement d'une fusée Falcon 9 de SpaceX.

Le triéthylaluminium s'enflamme au contact de l'air et se décompose en prenant feu au contact de l'eau ainsi que de tout oxydant. C'est l'une des rares substances suffisamment pyrophoriques pour s'enflammer au contact d'oxygène liquide cryogénique. Son pouvoir calorifique ΔCH0 vaut –5 105,70 ± 2,90 kJ·mol-1, soit –22,36 kJ·g-1. La facilité avec laquelle il prend feu le rend particulièrement intéressant pour les applications d'allumage des moteurs-fusées. La fusée Falcon 9 de SpaceX utilise ainsi un mélange triéthylaluminium-triéthylborane dans cette application.
Le triéthylaluminium épaissi avec du polyisobutylène, ou TPA (Thickened Pyrotechnic Agent), est utilisé comme bombe incendiaire en remplacement du napalm, comme avec le M202 FLASH. La proportion d'épaississant est généralement de 6 %, mais peut être réduite à 1 % en présence d'autres additifs. Par exemple, le n-hexane peut être utilisé de manière plus sûre en rendant le composé non pyrophorique jusqu'à ce que ce diluant s'évapore.